# Gentianella sancti-matthaei
Gentianella sancti-matthaei là một loài thực vật có hoa trong họ Long đởm. Loài này được (R.C. Foster) T.N. Ho & S.W. Liu mô tả khoa học đầu tiên năm 1993.